# Anatolij Sobčak
Anatolij Alexandrovič Sobčak (rusky Анатолий Александрович Собчак; 10. srpna 1937 Čita – 20. února 2000 Světlogorsk) byl ruský politik, starosta Petrohradu a mentor pozdějšího prezidenta Vladimira Putina.

## Život a kariéra

### Rodina
Narodil se v sibiřské Čitě. Jeho otec byl Alexandr Antonovič, který pracoval jako železniční technik, matka byla Naděžda Andrejevna a pracovala jako účetní. Jeho babička z otcovy strany, Anna Ivanovna, byla původem Češka a dědeček Anton Semjonovič Polák. Měl čtyři bratry. V roce 1958 se oženil s Nonnou Gandzjukovou, s níž měl v roce 1965 dceru Marii. V roce 1980 se znovu oženil se studentkou historie Ljudmilou Narusovovou, se kterou měl o rok později dceru Xeniji, která je známou odpůrkyní Putinovy politiky.

### Mládí a studia
V roce 1939 se rodina přestěhovala do Uzbekistánu, kde pobývala do roku 1953. V tomto roce nastoupil na Stavropolskou právnickou fakultu, od roku 1954 pokračoval ve studiu na Leningradské státní univerzitě. Poté v Leningradu zahájil postgraduální studium a v roce 1965 získal titul doktora filozofie. Po obdržení titulu vyučoval na několika Leningradských školách právo. V roce 1982 získal titul doktor věd a stal se profesorem katedry zvykového práva a socialistické ekonomiky. Pro svou kritiku sovětské vlády se stal populární osobností mezi studenty. V profesorské pozici se poprvé setkal s Vladimirem Putinem a Dmitrijem Medveděvem.

### Politická kariéra
Po Perestrojce byl zvolen do Kongresu lidových zástupců Sovětského svazu jako nezávislý kandidát. V rámci nově ustanovené instituce vstoupil do Meziregionální skupiny zastupitelů, která sloužila jako první legální opozice v historii Sovětského svazu. V ní se seznámil s prominentními členy Andrejem Sacharovem a Borisem Jelcinem. Jeho popularita rostla, společně s jeho vlivem. Později byl jmenován do čela komise vyšetřující Tbiliský masakr, při kterém sovětská armáda brutálně potlačila demonstrace v gruzínské metropoli.
V roce 1990 byl uveden do funkce zastupitele městské rady Leningradu. Za jeho úřadování se dramaticky změnila struktura i způsob volby ve městě. Rada rozhodla, že starosta bude volen občany přímou volbou. V prvních demokratických volbách byl zvolen starostou Leningradu, jehož občané se v referendu v témže roce rozhodli pro návrat k původnímu názvu Sankt-Petěrburg.
Po rozpadu Sovětského svazu byl součástí Jelcinova úzkého okruhu a předsedou Ústavodárného shromáždění, ve kterém měl díky svému vzdělání většinový podíl na podobě nově sepsaných zákonů. Proto se pro ruskou ústavu vžil název Sobčakova ústava. V době kdy zastával funkci starosty, pomohl k politickému vzrůstu svým dvěma blízkým přátelům Vladimiru Jakovlevovi a Vladimiru Putinovi. Jeho vláda nad městem však začala brzo ztrácet popularitu, poněvadž se ukázalo, že vedení není schopné udržovat městskou infrastrukturu. Situaci nepomohla ani rostoucí korupce, špatná ekonomická situace a ani fakt, že se v té době již zajímal o vyšší postavení a ztrácel pojetí o stavu Petrohradu. V roce 1996 prohrál volby právě na úkor Jakovleva, který jej ve funkci starosty vystřídal.
V roce 1997 s ním bylo zahájeno vyšetřování v oblasti zpronevěry. Dne 7. listopadu nečekaně odcestoval bez pasu a soukromým letadlem do Paříže. Jako důvod cesty uvedl zdravotní důvody, ovšem v žádné nemocnici se po dobu svého pobytu neubytoval. Proto lze očekávat, že utekl před hrozícím trestním stíháním. V červnu 1999, kdy se Putin stal předsedou vlády, byla obvinění proti němu stažena a tak se vrátil do Ruska.

### Úmrtí
Zemřel neočekávaně 20. února 2000 v hotelu Rus' ve Světlogorsku při cestě do Kaliningradu. Jako příčina smrti byl uveden infarkt myokardu. Brzo po smrti se však začaly objevovat spekulace o tom, že byl zavražděn. Ohledně jeho úmrtí bylo zahájeno vyšetřování, které bylo po třech měsících bezvýsledně ukončeno. Podle nezávislého vyšetřování novináře Arkadije Vaksberga byli jeho bodyguardi léčeni na symptomy otravy, což ukazuje na možnost zabití otravou.. Vdova Ljudmila oznámila, že nechala na manželovi provést pitvu, jejíž výsledky nikdy nezveřejnila. BBC oznámila, že výsledky pitvy uložila na bezpečné místo mimo Rusko.
Je pohřben na hřbitově Nikolskoje v Alexandro-Něvské lávře v Petrohradu.